# Нянино
Нянино — деревня в Великолукском районе Псковской области России. Входит в состав сельского поселения «Купуйская волость».
Расположена в центре района, на западном берегу озера Сорито, в 8 км к юго-востоку от волостного центра Купуй и в 35 км к югу от райцентра Великие Луки.

## Население
Численность населения по оценке на 2000 год составляла 6 жителей, на 2010 год — 3 жителя.